# Das China-Syndrom
Das China-Syndrom (Originaltitel The China Syndrome) ist ein US-amerikanischer Katastrophenfilm mit Jane Fonda, Jack Lemmon und Michael Douglas, der sich kritisch mit der wirtschaftlichen Nutzung der Kernenergie auseinandersetzt. Im Mittelpunkt des Films von James Bridges steht ein fiktiver Störfall in einem amerikanischen Kernkraftwerk, der seine Ursache sowohl in technischem als auch in menschlichem Versagen hat. Er startete in den USA am 16. März 1979 und in Deutschland am 21. Februar 1980 in den Kinos.
Der Film erreichte in den Vereinigten Staaten ein erhebliches Medienecho, nicht zuletzt aufgrund seiner zeitlichen Nähe zu dem Reaktorunfall im Kernkraftwerk Three Mile Island, den er quasi „vorwegnahm“, sowie der inhaltlichen Nähe zum Tod der Aktivistin und Whistleblowerin Karen Silkwood fünf Jahre vorher.

## Handlung
Die für einen lokalen Nachrichtensender arbeitende Fernsehjournalistin Kimberly Wells und ihr Kameramann Richard Adams sind bei Dreharbeiten für eine Sendereihe zum Thema Energieversorgung zu Gast in einem kalifornischen Kernkraftwerk. Während sie sich in der Besuchergalerie oberhalb des schalldichten Kontrollraums aufhalten, erzittert die gesamte Anlage wie bei einem Erdbeben, gefolgt von einer zweiten, schwächeren Vibration einige Sekunden später. Der Zwischenfall, der den Besuchern als reiner Routinefall verkauft wird, weitet sich aufgrund eines defekten Messgerätes, der Wasserstandsanzeige für den Reaktor, und daraus resultierender Bedienungsfehler des Kontrollraumpersonals zu einem schweren Störfall aus, bei dem eine Katastrophe in Form einer Kernschmelze nur knapp vermieden wird.
Adams kann das hektische Treiben im Kontrollraum trotz Filmverbots aufzeichnen. Als sich dann der Programmdirektor des Senders weigert, mit dem brisanten Material auf Sendung zu gehen, recherchieren Wells und Adams auf eigene Faust weiter. Sie legen den Film einer Expertengruppe vor, die ihnen dann auch bestätigt, dass es bei dem Störfall beinahe zu einer Kernschmelze gekommen wäre (gelegentlich symbolisch als „China-Syndrom“ bezeichnet, da sich der schmelzende Kern angeblich in Richtung China in die Erde hinein fressen würde) und damit zu einer Katastrophe mit vielen tausend Opfern und einer kontaminierten Fläche riesigen Ausmaßes.
In der Zwischenzeit stößt der leitende Ingenieur des Kraftwerks, Jack Godell, bei seinem Versuch, dem ungewöhnlichen Verhalten des Reaktors während des Erzitterns auf den Grund zu gehen, auf weitere Ungereimtheiten. Gefälschte Unterlagen legen nahe, dass die Sicherheitsauflagen beim Bau nicht erfüllt wurden, und nähren seinen Verdacht, dass das Kraftwerk nicht sicher sei. Manipulierte Röntgenaufnahmen von Schweißnähten bringen ihm die Gewissheit, dass das Material nicht ausreichend geprüft wurde und bei einer erneuten Reaktorschnellabschaltung ein Bruch der Verbindungen an einer Speisewasserpumpe auftreten könnte.
Godells Vertrauen in die Anlage, die er immer als sein Lebenswerk angesehen hatte, ist erschüttert. Seine Bitte gegenüber seinen Vorgesetzten für eine umfangreiche, technische Überprüfung des Reaktors wegen der Manipulationen, wird von ihnen abgewiesen, weil die Betreibergesellschaft aus Kostengründen und weil zudem zeitgleich ein nagelneues Kraftwerk auf seine Genehmigung wartet, den Reaktor so schnell wie möglich wieder ans Netz nehmen möchte. Er entschließt sich daher, die manipulierten Röntgenaufnahmen Kimberly Wells und ihrem Kameramann zukommen zu lassen und übergibt die Bilder einem Mitarbeiter der beiden. Dieser wird jedoch bei einem bewusst herbeigeführten Autounfall schwer verletzt, wobei die Röntgenaufnahmen danach gestohlen werden.
Als Godell daraufhin selbst zu einer öffentlichen Anhörung fahren will, wo die Fälschungen der Bauunterlagen publik gemacht werden sollen, wird er von Handlangern der verantwortlichen Baufirma verfolgt, er kann sich gerade noch zum Kraftwerk retten. Dort angekommen muss er mit ansehen, wie die Betreiber den Reaktor gegen alle Sicherheitsbedenken auf volle Leistung hochfahren lassen. Wutentbrannt stürmt er in den Kontrollraum, entwendet dem Sicherheitsbeamten die Waffe, lässt den Raum unter Androhung von Gewalt räumen und schließt sich darin ein. Er lässt den Reaktor auf den bei seinem Eintreffen bereits erreichten 75 Prozent Leistung in Betrieb. Er fordert ein sofortiges Interview mit der Reporterin Kimberly Wells, ansonsten werde er den Sicherheitsbehälter fluten und die Anlage damit radioaktiv verstrahlen. Doch während das Interview auf Sendung geht, gelingt es den übrigen Werksingenieuren durch Sabotage diverser Steuerungsleitungen, Godells Kontrolle über den Reaktor zu unterbinden und eine automatisierte Schnellabschaltung zu provozieren. Die TV-Übertragung wird gekappt, eine Sondereinheit der Polizei stürmt den Kontrollraum und erschießt Godell vor den Augen von Wells und Adams.
Durch die Sabotage und die Schnellabschaltung des Reaktors wird jedoch die mangelhafte Pumpe erneut übermäßig belastet. Bange Sekunden vergehen und Teile der Aufhängung der Speisewasserpumpe brechen, bevor sich der Reaktor schließlich doch stabilisiert. Der befürchtete GAU bleibt aus. Vor den Toren des Kraftwerks, wo sich Polizeikräfte und Medien in Scharen versammelt haben, herrscht indes vollkommene Unklarheit darüber, was passiert ist. Als der Pressesprecher des Kraftwerksbetreibers vor die Kameras tritt und Godell als alkoholisierten, geistig verwirrten Mitarbeiter hinzustellen versucht, erscheint schließlich Kimberly Wells, um die Dinge gerade zu rücken. Zum Schluss gelingt es ihr, einem der beteiligten Kraftwerksingenieure live vor der Kamera das Eingeständnis zu entlocken, dass die von Godell geschilderten Sicherheitsprobleme alles andere als erfunden seien und dass es nun eine richtige Untersuchung geben müsse, bei der die Wahrheit ans Licht kommen und sich die scheinbare Wahnsinnstat Godells als Heldentat herausstellen werde.

## Rezeption
Das China-Syndrom erhielt ein sehr gutes Presseecho, was sich auch in den Auswertungen US-amerikanischer Aggregatoren widerspiegelt. So erfasst Rotten Tomatoes größtenteils wohlwollende Besprechungen und ordnet den Film dementsprechend als „Zertifiziert Frisch“ ein. Metacritic ermittelt aus den vorliegenden Bewertungen „Allgemeines Kritikerlob“.

„Ein spannender und kritischer Film mit deutlicher Haltung gegen Atomkraftwerke bei unzureichendem Stand der Kontroll-Möglichkeiten und der technischen Sicherheit; rasant inszeniert und hervorragend gespielt.“

„Bridges und sein Produzent Michael Douglas haben ein glattes, streckenweise packendes Genrestück mit zeitgemäßer Moral abgedreht. Doch die Wirklichkeit war viel phantasievoller als es die grobgestanzten Schablonen des China-Syndroms – hier Habgier, dort aufopferndes Heldentum – ahnen lassen, leider.“

„Spannend inszeniert und prominent besetzt; Der Film erscheint auch deshalb so bemerkenswert, weil er dreissig Jahre später, nach den Vorfällen in Tschernobyl und Fukushima, ähnlich wie Mike Nichols' – auf dem wahren Fall der Karen Silkwood beruhenden – Silkwood (1983), von einigem Realitätssinn ist.“

„Vor allem aber ist China Syndrom ein energischer Anti-Atomkraft-Film, dessen Story zwar deutlich an bekannte Krimis erinnert, aber dennoch auf einer Reihe tatsächlicher, zu einem einzigen Fall verdichteter Fakten beruht. Wie nahe er der Realität kommt, hat wenige Wochen nach der amerikanischen Uraufführung der Reaktor-Unfall von Harrisburg verdeutlicht.“

Der Film war für vier Oscars nominiert: zwei für die besten Hauptdarsteller (Jane Fonda und Jack Lemmon) sowie je einen für das beste nicht adaptierte Drehbuch und die Ausstattung. Weitere Auszeichnungen waren fünf Golden-Globe-Nominierungen, eine Auszeichnung für Jack Lemmon als besten Schauspieler in Cannes 1979 und zwei BAFTA Awards für Jack Lemmon und Jane Fonda, außerdem zwei BAFTA-Nominierungen für das beste Drehbuch und den besten Film. Die Writers Guild of America zeichnete das Drehbuch 1980 in der Kategorie Bestes Originaldrehbuch (Drama) aus.